# 東北電力本店ビル

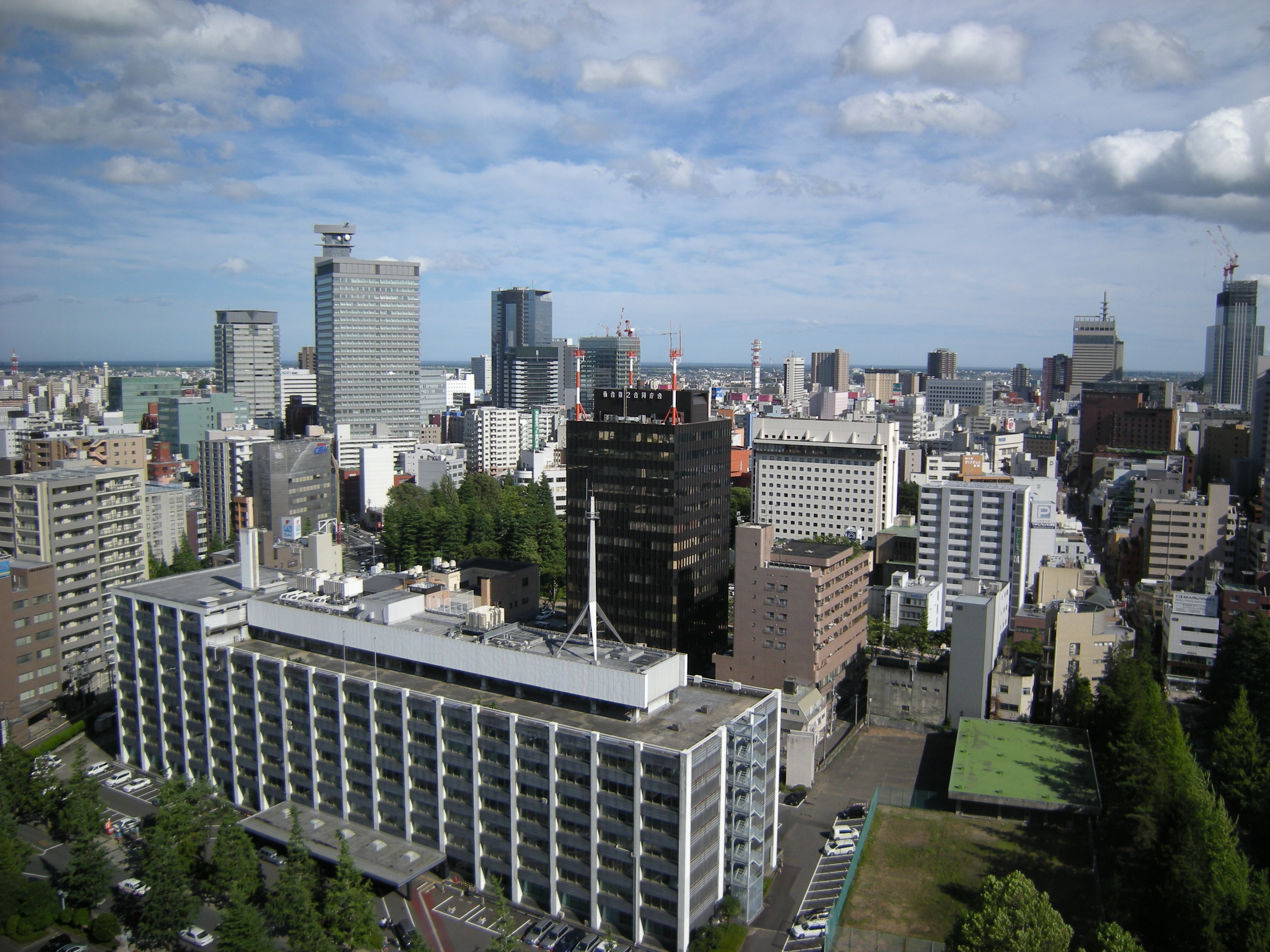
宮城県庁舎から見たエナジースクエアとその周辺（2009年7月）

東北電力本店ビル（とうほくでんりょくほんてんビル）は、宮城県仙台市青葉区本町にある東北電力の本店ビル。愛称「エナジースクエア」 (Energy Square)。仙台市都心部の花京院通（国道45号）に面して建っており、仙台市内有数の超高層ビルである。

## 概要
東北電力本店は仙台市青葉区一番町の電力ビルにあったが、仙台白百合学園中学校・高等学校の旧校地を学校法人白百合学園およびシャルトル聖パウロ修道女会から取得して、当ビルを建設し、2002年（平成14年）5月9日に本店を移転した。
17,890m2の敷地のうちの4,218m2に、鉄骨造（一部鉄骨鉄筋コンクリート造）によって地上28階・地下2階で建設された。高さはアンテナ部分までを含めると148.05m、建築物125.25mとなっており、ビル本体では市内3番目の高さであるが、最高部ではSS30に次ぐ市内で2番目に高い建造物となっている。
東北電力の本店機能の室部のほとんどが入っているほか、関連企業のエルタス東北なども入居。16階はラウンジになっており、お昼時間には昼食を取る社員で混雑する。東北電力のビルであるため、基本的に一般人の立ち入りはできず、入り口で警備員に従業員証の提示を求められる。また、敷地内の地下には高圧変電所（中仙台変電所）が設置され、仙台市都心部へ電力を供給している。
ビルの所有者は、電力ビルと同様に東北電力関連会社で不動産業の東日本興業となっている。

## 周辺施設
当ビルの西側の不動前丁は、花京院通（国道45号）から銀杏坂や東五番丁（愛宕上杉通）へのショートカットとしてタクシーなどがよく使っているため、しばしば渋滞する。
- 錦町公園
- 花京院スクエア
- AER
- ドコモ東北ビル

## アクセス
- 仙台市地下鉄南北線・広瀬通駅から徒歩6分。
- 仙台市地下鉄南北線・勾当台公園駅から徒歩8分。
- JR仙台駅、あおば通駅、仙台市地下鉄南北線・仙台駅から徒歩9分。